# María Victoria Gil Álvarez
María Victoria Gil Álvarez, natural de Almendralejo (Badajoz) es una científica, profesora, divulgadora y activista social española. Es también madre de dos hijos.
María Victoria se licenció en química (1996) y en ingeniería química (2002) por la Universidad de Extremadura. Obtuvo el Doctorado con Mención Europea en el año 2000 por esta misma universidad con una Tesis titulada «Reacciones estereoselectivas de 5-glico-4-nitrociclohexenos», galardonada con el Premio Extraordinario de Doctorado. Durante su etapa posdoctoral realizó una estancia en la Universitá degli Studi di Camerino (Italia) entre los años 2002 y 2003. Desde el año 2009 ocupa una plaza de profesora titular en el Departamento de Química Orgánica e Inorgánica de la Universidad de Extremadura.
Sus líneas de investigación se han centrado principalmente en la síntesis orgánica y la química verde. Asimismo, en los últimos años también ha participado en la creación y consolidación de nuevas líneas de investigación multidisciplinares relativas tanto a la preparación de alimentos funcionales como al estudio de la bioactividad de distintos residuos agroalimentarios, en estrecha colaboración con el Instituto Tecnológico Agroalimentario de Extremadura.
La Dra. Gil Álvarez ha compaginado su trayectoria científica y profesional con la divulgación y el activismo social. Así, en el ámbito de la divulgación científica es presidenta fundadora de la Asociación para la Difusión de la Ciencia y la Tecnología en Extremadura (ADiCiTEx), entre cuyos objetivos principales se encuentra el promover y divulgar el estudio de la ciencia en la Comunidad Autónoma de Extremadura, tanto a nivel profesional como entre niños y jóvenes escolares. En cuanto a su faceta social, María Victoria Gil Álvarez es también presidenta fundadora de la Asociación Extremeña de Alérgicos a Alimentos (AEXAAL), entidad sin ánimo de lucro destinada a sensibilizar sobre esta enfermedad a los diferentes sectores de la sociedad y, de este modo, promover la implementación de políticas que redunden en una mejora de la calidad de vida de los afectados. Esta labor fue reconocida por su ciudad natal, que le otorgó el galardón de Personaje de Almendralejo 2017.
Como resultado de su activismo social, manteniendo siempre el apego a sus raíces extremeñas, el gobierno autonómico le concedió el 1 de agosto de 2018 la Medalla de Extremadura, máxima distinción de esta Comunidad Autónoma.